# Siemens EuroSprinter
L'EuroSprinter o ES 64 è la denominazione di una serie di locomotive elettriche realizzate da Siemens Transportation Systems e Krauss-Maffei, in servizio presso numerose compagnie e derivate dalla  Serie DB 120 della Deutsche Bundesbahn.

## Denominazione
La denominazione "ES 64" utilizzata dall'azienda costruttrice è l'abbreviazione di "EuroSprinter" seguita dalle prime due cifre della potenza (6400 kW) mentre la P si riferisce al prototipo, la F alle locomotive destinate al trasporto merci (Freight/Fracht) e la U alle locomotive universali o multiuso e il numero che segue è riferito al tipo di elettrificazione: 2 per due diverse tensioni di alimentazione, 4 per quattro diverse tensioni di alimentazione.

## Tabella di comparazione
| Tipo                    | ES 64 P         | ES 64 U2                       | ES 64 U4                                         | ES 64 F         | ES 64 F4                                                 | EG 3100                        |
| ----------------------- | --------------- | ------------------------------ | ------------------------------------------------ | --------------- | -------------------------------------------------------- | ------------------------------ |
| Entrata in servizio     | 1992            | 2000                           | 2005                                             | 1996            | 2003                                                     | 1999                           |
| Rodiggio                | Bo'Bo'          | Bo'Bo'                         | Bo'Bo'                                           | Bo'Bo'          | Bo'Bo'                                                   | Co'Co'                         |
| Elettrificazione        | CA 15 kV/16⅔ Hz | CA 15 kV/16⅔ Hz CA 25 kV/50 Hz | CA 15 kV/16⅔ Hz CA 25 kV/50 Hz CC 3 kV CC 1,5 kV | CA 15 kV/16⅔ Hz | CA 15 kV/16⅔ Hz CA 25 kV/50 Hz CC 3 kV CC 1,5 kV         | CA 15 kV/16⅔ Hz CA 25 kV/50 Hz |
| Potenza (kW)            | 6400            | 6400                           | 6400                                             | 6400            | 6400 con CA 15/25 kV 6000 con CC 3 kV 4200 con CC 1,5 kV | 6500                           |
| Coppia kN               | 300             | 300                            | 300                                              | 300             | 300                                                      | 400                            |
| Velocità massima km/h   | 230             | 230                            | 230                                              | 140             | 140                                                      | 140                            |
| Peso (t)                | 86              | 86                             | 86                                               | 86              | 86                                                       | 129                            |
| DB-Serie                | 127             | 182                            | –                                                | 152             | 189                                                      | –                              |
| Netinera                | –               | –                              | 183                                              | –               | –                                                        | –                              |
| ÖBB-Serie               | –               | 1016/1116                      | 1216                                             | –               | –                                                        | –                              |
| ČD                      | –               | –                              | 1216                                             | –               | –                                                        | –                              |
| Railjet                 | –               | –                              | 1216                                             | –               | –                                                        | –                              |
| SBB-Serie               | –               | –                              | –                                                | –               | Re 474                                                   | –                              |
| SŽ-Serie                | –               | –                              | 541                                              | –               | -                                                        | –                              |
| MÁV-Serie               | –               | 1047                           | -                                                | –               | -                                                        | –                              |
| GySEV-Serie             | –               | 1047                           | -                                                | –               | -                                                        | –                              |
| ERS Railways            | –               | –                              | –                                                | –               | E 189                                                    | –                              |
| PKP-Serie               | –               | –                              | EU 44                                            | –               | EU 45                                                    | –                              |
| Przewozy Regionalne     | –               | –                              | –                                                | –               | E 189                                                    | –                              |
| Ferrovie Udine-Cividale | –               | –                              | E 190                                            | –               | –                                                        | –                              |
| InRail                  | –               | –                              | E 190                                            | –               | –                                                        | –                              |
| CFI                     | –               | –                              | E 190                                            | –               | –                                                        | –                              |
| Oceanogate              | –               | –                              | –                                                | –               | E 189                                                    | –                              |
| DSB-Serie               | –               | –                              | –                                                | –               | –                                                        | DSB EG                         |